# Gran Premio motociclistico della Repubblica Ceca 2017
Il Gran Premio motociclistico della Repubblica Ceca 2017 è stato la decima prova del motomondiale del 2017, venticinquesima edizione nella storia di questo specifico GP.
Nelle gare domenicali si sono registrate le vittorie di: Marc Márquez in MotoGP, Thomas Lüthi in Moto2 e Joan Mir in Moto3.

## MotoGP
Terza vittoria stagionale per Marc Márquez che allunga nella classifica mondiale a +14 sul primo inseguitore che è lo spagnolo Maverick Viñales. Migliore degli italiani Valentino Rossi, che chiude al quarto posto. La gara, data come bagnata, obbliga i piloti a partire con le rain, ma dopo pochi giri la pista inizia ad asciugarsi velocemente. Il primo a fare il cambio moto è Márquez (anche perché era l'unico dei piloti di testa ad essere partito con una soft al posteriore, che si stava degradando più velocemente rispetto alle gomme montate dagli altri piloti). Questa decisione ha permesso di accumulare un ampio vantaggio in pochi giri che poi è stato gestito nella restante parte di gara. Durante la premiazione sul podio, i primi tre piloti dedicano un pensiero al cielo in ricordo di Ángel Nieto scomparso pochi giorni prima. 
Per quanto riguardi i costruttori, con la doppietta ottenuta, Honda accorcia a nove punti il distacco dalla Yamaha. Da segnalare inoltre il nono posto di Pol Espargaró in sella alla KTM, si tratta infatti del miglior piazzamento in assoluto fin qui ottenuto dalla casa austriaca in MotoGP.

### Arrivati al traguardo
| Pos. | Nº | Pilota           | Squadra                     | Motocicletta       | Giri | Tempo     | Griglia | Punti |
| ---- | -- | ---------------- | --------------------------- | ------------------ | ---- | --------- | ------- | ----- |
| 1º   | 93 | Marc Márquez     | Repsol Honda                | Honda RC213V       | 22   | 44'15.974 | 1º      | 25    |
| 2º   | 26 | Dani Pedrosa     | Repsol Honda                | Honda RC213V       | 22   | +12.438   | 3º      | 20    |
| 3º   | 25 | Maverick Viñales | Movistar Yamaha             | Yamaha YZR-M1      | 22   | +18.135   | 7º      | 16    |
| 4º   | 46 | Valentino Rossi  | Movistar Yamaha             | Yamaha YZR-M1      | 22   | +20.466   | 2º      | 13    |
| 5º   | 35 | Cal Crutchlow    | LCR Honda                   | Honda RC213V       | 22   | +20.892   | 5º      | 11    |
| 6º   | 4  | Andrea Dovizioso | Ducati Team                 | Ducati Desmosedici | 22   | +23.259   | 4º      | 10    |
| 7º   | 9  | Danilo Petrucci  | Octo Pramac Racing          | Ducati Desmosedici | 22   | +24.079   | 8º      | 9     |
| 8º   | 41 | Aleix Espargaró  | Aprilia Racing Team Gresini | Aprilia RS-GP      | 22   | +30.559   | 11º     | 8     |
| 9º   | 44 | Pol Espargaró    | Red Bull KTM Factory Racing | KTM RC16           | 22   | +30.754   | 18º     | 7     |
| 10º  | 94 | Jonas Folger     | Monster Yamaha Tech 3       | Yamaha YZR-M1      | 22   | +33.236   | 14º     | 6     |
| 11º  | 42 | Álex Rins        | Suzuki Ecstar               | Suzuki GSX-RR      | 22   | +33.290   | 13º     | 5     |
| 12º  | 5  | Johann Zarco     | Monster Yamaha Tech 3       | Yamaha YZR-M1      | 22   | +34.595   | 10º     | 4     |
| 13º  | 17 | Karel Abraham    | Pull&Bear Aspar             | Ducati Desmosedici | 22   | +34.697   | 17º     | 3     |
| 14º  | 43 | Jack Miller      | EG 0,0 Marc VDS             | Honda RC213V       | 22   | +38.062   | 15º     | 2     |
| 15º  | 99 | Jorge Lorenzo    | Ducati Team                 | Ducati Desmosedici | 22   | +40.100   | 6º      | 1     |
| 16º  | 45 | Scott Redding    | Octo Pramac Racing          | Ducati Desmosedici | 22   | +44.376   | 23º     |       |
| 17º  | 53 | Esteve Rabat     | EG 0,0 Marc VDS             | Honda RC213V       | 22   | +45.454   | 21º     |       |
| 18º  | 22 | Sam Lowes        | Aprilia Racing Team Gresini | Aprilia RS-GP      | 22   | +53.976   | 22º     |       |
| 19º  | 29 | Andrea Iannone   | Suzuki Ecstar               | Suzuki GSX-RR      | 22   | +1'23.346 | 20º     |       |
| 20º  | 8  | Héctor Barberá   | Reale Avintia Racing        | Ducati Desmosedici | 21   | +1 giro   | 16º     |       |

### Ritirati
| Nº | Pilota          | Squadra                     | Motocicletta       | Giri | Griglia |
| -- | --------------- | --------------------------- | ------------------ | ---- | ------- |
| 38 | Bradley Smith   | Red Bull KTM Factory Racing | KTM RC16           | 20   | 19º     |
| 76 | Loris Baz       | Reale Avintia Racing        | Ducati Desmosedici | 15   | 12º     |
| 19 | Álvaro Bautista | Pull&Bear Aspar             | Ducati Desmosedici | 12   | 9º      |

## Moto2
Prima vittoria stagionale per il pilota svizzero Thomas Lüthi che in questo modo dimezza il distacco in classifica mondiale dal leader Franco Morbidelli che invece chiude ottavo sebbene autore del giro più veloce in gara. Da segnalare la prima pole position in Moto2 per l'italiano Mattia Pasini.
Tra i costruttori prevale ancora, come da inizio stagione, Kalex che ottiene una doppietta al traguardo. Terzo posto e gradino più basso del podio per la KTM, ancora una volta con il portoghese Miguel Oliveira.

### Arrivati al traguardo
| Pos. | Nº | Pilota              | Squadra                    | Motocicletta       | Giri | Tempo     | Griglia | Punti |
| ---- | -- | ------------------- | -------------------------- | ------------------ | ---- | --------- | ------- | ----- |
| 1º   | 12 | Thomas Lüthi        | CarXpert Interwetten       | Kalex Moto2        | 6    | 13'39.036 | 11º     | 25    |
| 2º   | 73 | Álex Márquez        | EG 0,0 Marc VDS            | Kalex Moto2        | 6    | +4.991    | 6º      | 20    |
| 3º   | 44 | Miguel Oliveira     | Red Bull KTM Ajo           | KTM Moto2          | 6    | +6.983    | 2º      | 16    |
| 4º   | 10 | Luca Marini         | Forward Racing             | Kalex Moto2        | 6    | +9.190    | 7º      | 13    |
| 5º   | 97 | Xavi Vierge         | Tech 3 Racing              | Tech 3 Mistral 610 | 6    | +11.064   | 18º     | 11    |
| 6º   | 24 | Simone Corsi        | Speed Up Racing            | Speed Up SF7       | 6    | +15.779   | 12º     | 10    |
| 7º   | 42 | Francesco Bagnaia   | SKY Racing Team VR46       | Kalex Moto2        | 6    | +18.431   | 4º      | 9     |
| 8º   | 21 | Franco Morbidelli   | EG 0,0 Marc VDS            | Kalex Moto2        | 6    | +19.743   | 3º      | 8     |
| 9º   | 87 | Remy Gardner        | Tech 3 Racing              | Tech 3 Mistral 610 | 6    | +19.843   | 26º     | 7     |
| 10º  | 20 | Joe Roberts         | AGR Team                   | Kalex Moto2        | 6    | +20.168   | 31º     | 6     |
| 11º  | 9  | Jorge Navarro       | Federal Oil Gresini        | Kalex Moto2        | 6    | +20.372   | 5º      | 5     |
| 12º  | 41 | Brad Binder         | Red Bull KTM Ajo           | KTM Moto2          | 6    | +20.547   | 9º      | 4     |
| 13º  | 5  | Andrea Locatelli    | Italtrans Racing           | Kalex Moto2        | 6    | +21.657   | 20º     | 3     |
| 14º  | 89 | Khairul Idham Pawi  | Idemitsu Honda Team Asia   | Kalex Moto2        | 6    | +22.940   | 13º     | 2     |
| 15º  | 55 | Hafizh Syahrin      | Petronas Raceline Malaysia | Kalex Moto2        | 6    | +24.056   | 16º     | 1     |
| 16º  | 49 | Axel Pons           | RW Racing GP               | Kalex Moto2        | 6    | +24.192   | 14º     |       |
| 17º  | 45 | Tetsuta Nagashima   | Teluru SAG                 | Kalex Moto2        | 6    | +24.441   | 23º     |       |
| 18º  | 7  | Lorenzo Baldassarri | Forward Racing             | Kalex Moto2        | 6    | +25.607   | 19º     |       |
| 19º  | 27 | Iker Lecuona        | Garage Plus Interwetten    | Kalex Moto2        | 6    | +26.483   | 22º     |       |
| 20º  | 40 | Fabio Quartararo    | Pons HP40                  | Kalex Moto2        | 6    | +26.769   | 10º     |       |
| 21º  | 62 | Stefano Manzi       | SKY Racing Team VR46       | Kalex Moto2        | 6    | +28.069   | 24º     |       |
| 22º  | 98 | Karel Hanika        | Willirace                  | Kalex Moto2        | 6    | +28.167   | 32º     |       |
| 23º  | 19 | Xavier Siméon       | Tasca Racing               | Kalex Moto2        | 6    | +28.304   | 25º     |       |
| 24º  | 30 | Takaaki Nakagami    | Idemitsu Honda Team Asia   | Kalex Moto2        | 6    | +29.463   | 15º     |       |
| 25º  | 32 | Isaac Viñales       | BE-A-VIP SAG               | Kalex Moto2        | 6    | +29.795   | 17º     |       |
| 26º  | 6  | Tarran Mackenzie    | Kiefer Racing              | Suter MMX2         | 6    | +30.353   | 28º     |       |
| 27º  | 37 | Augusto Fernández   | Speed Up Racing            | Speed Up SF7       | 6    | +30.555   | 27º     |       |
| 28º  | 57 | Edgar Pons          | Pons HP40                  | Kalex Moto2        | 6    | +30.815   | 30º     |       |
| 29º  | 2  | Jesko Raffin        | Garage Plus Interwetten    | Kalex Moto2        | 6    | +38.907   | 29º     |       |

### Ritirati
| Nº | Pilota             | Squadra            | Motocicletta | Giri | Griglia |
| -- | ------------------ | ------------------ | ------------ | ---- | ------- |
| 54 | Mattia Pasini      | Italtrans Racing   | Kalex Moto2  | 0    | 1º      |
| 11 | Sandro Cortese     | Dynavolt Intact GP | Suter MMX2   | 0    | 8º      |
| 77 | Dominique Aegerter | Kiefer Racing      | Suter MMX2   | 0    | 21º     |

### Non partito
| Nº | Pilota           | Squadra            | Motocicletta |
| -- | ---------------- | ------------------ | ------------ |
| 23 | Marcel Schrötter | Dynavolt Intact GP | Suter MMX2   |

## Moto3
Sesta vittoria stagionale per Joan Mir del team Leopard Racing, nonché settima della sua carriera nel motomondiale. Al secondo posto si posiziona Romano Fenati del team Marinelli Rivacold Snipers, con Arón Canet al terzo posto. Il podio di questa gara rispecchia la classifica mondiale, che vede: Mir primo con 190 punti, Fenati secondo con 148 punti e Canet terzo con 126.
Da segnalare la prima pole position nel contesto del motomondiale ottenuta durante le prove di qualificazione di sabato dal pilota argentino Gabriel Rodrigo ed i primi punti iridati per l'esordiente Dennis Foggia (che ha corso questo GP in sostituzione di Darryn Binder).

### Arrivati al traguardo
| Pos. | Nº | Pilota                  | Squadra                    | Motocicletta   | Giri | Tempo     | Griglia | Punti |
| ---- | -- | ----------------------- | -------------------------- | -------------- | ---- | --------- | ------- | ----- |
| 1º   | 36 | Joan Mir                | Leopard Racing             | Honda NSF250R  | 19   | 44'41.314 | 4º      | 25    |
| 2º   | 5  | Romano Fenati           | Marinelli Rivacold Snipers | Honda NSF250R  | 19   | +0.350    | 2º      | 20    |
| 3º   | 44 | Arón Canet              | Estrella Galicia 0,0       | Honda NSF250R  | 19   | +3.078    | 17º     | 16    |
| 4º   | 64 | Bo Bendsneyder          | Red Bull KTM Ajo           | KTM RC 250 GP  | 19   | +4.598    | 6º      | 13    |
| 5º   | 58 | Juanfran Guevara        | RBA BOE Racing             | KTM RC 250 GP  | 19   | +4.882    | 3º      | 11    |
| 6º   | 17 | John McPhee             | British Talent             | Honda NSF250R  | 19   | +8.343    | 19º     | 10    |
| 7º   | 42 | Marcos Ramírez          | Platinum Bay Real Estate   | KTM RC 250 GP  | 19   | +9.597    | 7º      | 9     |
| 8º   | 24 | Tatsuki Suzuki          | SIC58 Squadra Corse        | Honda NSF250R  | 19   | +10.234   | 13º     | 8     |
| 9º   | 7  | Adam Norrodin           | SIC Racing                 | Honda NSF250R  | 19   | +10.395   | 24º     | 7     |
| 10º  | 41 | Nakarin Atiratphuvapat  | Honda Team Asia            | Honda NSF250R  | 19   | +10.913   | 15º     | 6     |
| 11º  | 16 | Andrea Migno            | SKY Racing Team VR46       | KTM RC 250 GP  | 19   | +11.148   | 14º     | 5     |
| 12º  | 75 | Albert Arenas           | Aspar Mahindra             | Mahindra MGP3O | 19   | +12.085   | 32º     | 4     |
| 13º  | 65 | Philipp Öttl            | Südmetall Schedl GP Racing | KTM RC 250 GP  | 19   | +14.266   | 10º     | 3     |
| 14º  | 10 | Dennis Foggia           | Platinum Bay Real Estate   | KTM RC 250 GP  | 19   | +14.271   | 25º     | 2     |
| 15º  | 71 | Ayumu Sasaki            | SIC Racing                 | Honda NSF250R  | 19   | +14.311   | 11º     | 1     |
| 16º  | 14 | Tony Arbolino           | SIC58 Squadra Corse        | Honda NSF250R  | 19   | +14.404   | 16º     |       |
| 17º  | 33 | Enea Bastianini         | Estrella Galicia 0,0       | Honda NSF250R  | 19   | +14.449   | 31º     |       |
| 18º  | 77 | Tim Georgi              | Freudenberg Racing         | KTM RC 250 GP  | 19   | +15.144   | 28º     |       |
| 19º  | 48 | Lorenzo Dalla Porta     | Aspar Mahindra             | Mahindra MGP3O | 19   | +20.312   | 21º     |       |
| 20º  | 84 | Jakub Kornfeil          | Peugeot MC Saxoprint       | Peugeot        | 19   | +23.680   | 23º     |       |
| 21º  | 21 | Fabio Di Giannantonio   | Del Conca Gresini          | Honda NSF250R  | 19   | +23.935   | 8º      |       |
| 22º  | 12 | Marco Bezzecchi         | CIP                        | Mahindra MGP3O | 19   | +24.772   | 27º     |       |
| 23º  | 8  | Nicolò Bulega           | SKY Racing Team VR46       | KTM RC 250 GP  | 19   | +24.831   | 5º      |       |
| 24º  | 23 | Niccolò Antonelli       | Red Bull KTM Ajo           | KTM RC 250 GP  | 19   | +25.143   | 12º     |       |
| 25º  | 96 | Manuel Pagliani         | CIP                        | Mahindra MGP3O | 19   | +38.836   | 26º     |       |
| 26º  | 19 | Gabriel Rodrigo         | RBA BOE Racing             | KTM RC 250 GP  | 19   | +42.433   | 1º      |       |
| 27º  | 11 | Livio Loi               | Leopard Racing             | Honda NSF250R  | 19   | +42.497   | 9º      |       |
| 28º  | 18 | Gabriel Martinez-Abrego | Motomex                    | KTM RC 250 GP  | 19   | +47.923   | 30º     |       |
| 29º  | 27 | Kaito Toba              | Honda Team Asia            | Honda NSF250R  | 19   | +48.013   | 22º     |       |
| 30º  | 4  | Patrik Pulkkinen        | Peugeot MC Saxoprint       | Peugeot        | 19   | +48.407   | 29º     |       |

### Ritirati
| Nº | Pilota        | Squadra                    | Motocicletta  | Giri | Griglia |
| -- | ------------- | -------------------------- | ------------- | ---- | ------- |
| 6  | María Herrera | AGR Team                   | KTM RC 250 GP | 0    | 20ª     |
| 95 | Jules Danilo  | Marinelli Rivacold Snipers | Honda NSF250R | 0    | 18º     |

### Non partito
| Nº | Pilota       | Squadra           | Motocicletta  |
| -- | ------------ | ----------------- | ------------- |
| 88 | Jorge Martín | Del Conca Gresini | Honda NSF250R |